# Lex domicilii
Lex domicilii là một thuật ngữ tiếng Latinh để chỉ "luật nơi cư trú" trong xung đột pháp luật. Xung đột pháp luật là một nhánh của tư pháp quốc tế điều chỉnh mọi vụ việc pháp lý có sự tham gia của yếu tố "nước ngoài", trong đó các khác biệt về kết quả sẽ xảy ra, phụ thuộc vào việc hệ thống luật pháp nào được áp dụng.

## Giải thích
Khi một vụ việc pháp lý được đưa ra trước tòa án và tất cả mọi đặc điểm, tính chất của nó mang tính chất địa phương, thì tòa án sẽ áp dụng nguyên tắc lex fori (luật tòa án- tức là luật hiện đang có hiệu lực tại khu vực đó), để ra phán quyết cho vụ việc. Nhưng nếu trong vụ việc này có các yếu tố "nước ngoài", thì tòa án phải có trách nhiệm lưu ý tới xung đột pháp luật để cân nhắc: 
- Tòa án có hay không có quyền tài phán để tiếp nhận và xem xét vụ việc (xem thêm vấn đề lựa chọn tòa án);
- Sau đó tòa án phải nêu ra các đặc trưng của các vấn đề, nghĩa là định vị nền tảng thực tế của vụ việc vào các lớp tương ứng của nó; và
- Áp dụng các quy tắc lựa chọn luật để quyết định luật nào sẽ được áp dụng đối với mỗi lớp pháp lý này.

Lex domicilii là một lựa chọn quy tắc luật trong thông luật (hệ thống luật Anh-Mỹ) được áp dụng cho vụ việc pháp lý trong thử nghiệm quan hệ và năng lực pháp lý của các bên trong vụ việc pháp lý nào đó. Ví dụ, giả sử một người cư trú tại Malaysia quyết định thực hiện một chuyến đi "vòng quanh thế giới". Sẽ là không thuận tiện nếu quan hệ và năng lực pháp lý của người này thay đổi mỗi khi người đó nhập cảnh vào một nước mới, ví dụ như người đó có thể được coi là vị thành niên hay người trưởng thành, đã có hôn nhân hay còn tự do, phá sản hay đáng tin cậy về tài chính, v.v, phụ thuộc vào bản chất của luật pháp tại nơi mà người đó tình cờ có mặt. Giả sử không có vấn đề gì phát sinh đối với trật tự công cộng theo lex fori (luật tòa án) tương ứng thì luật nơi cư trú phải được áp dụng để định nghĩa mọi vấn đề chính và vì thế sinh ra kết quả in rem (quyền lực của tòa đối với (chống lại) một vật (một việc) nào đó), không phụ thuộc vào việc vụ việc pháp lý được khởi kiện tại đâu. Hệ thống dân luật (luật châu Âu lục địa) sử dụng thử nghiệm hoặc là bằng lex patriae/lex nationalis (luật bản quốc/luật quốc tịch) hoặc luật nơi thường trú để xác định quan hệ và năng lực pháp lý.